# Еспањола (Њу Мексико)
Еспањола (енгл. Espanola) град је у америчкој савезној држави Њу Мексико.

## Демографија
По попису из 2010. године број становника је 10.224, што је 536 (5,5%) становника више него 2000. године.
| Група             | 2000.         | 2010.         |
| Белци             | 1.145 (11,8%) | 896 (8,8%)    |
| Афроамериканци    | 56 (0,6%)     | 54 (0,5%)     |
| Азијати           | 14 (0,1%)     | 116 (1,1%)    |
| Хиспаноамериканци | 8.175 (84,4%) | 8.910 (87,1%) |
| Укупно            | 9.688         | 10.224        |